# Arcade, New York
Arcade är en kommun i Wyoming County i delstaten New York, USA.